# Maniusz Acyliusz Glabrion
Maniusz Acyliusz Glabrion (III/II w. p.n.e.) – rzymski wódz i polityk pochodzenia plebejskiego, związany politycznie z rodziną Korneliuszy Scypionów. Jako pierwszy w rodzie sprawował konsulat w 191 p.n.e., wcześniej był trybunem wojskowym oraz edylem plebejskim.
Jako pretor spacyfikował w 196 p.n.e. bunt niewolników w Etrurii. W okresie wojny syryjskiej (192–188) brał udział w bitwie pod Termopilami, w której wojska Antiocha III Wielkiego poniosły klęskę, co spowodowało wycofanie się wojsk Seleukidy do Azji Mniejszej. Za zwycięstwo w Grecji odbył w 190 p.n.e. triumf, jednak rok później jego kariera polityczna uległa załamaniu. Przyczynił się do tego faktu głównie Kato Starszy, który spowodował, iż Glabrion przegrał wybory na urząd cenzora, na co wpłynął fakt oskarżenia niedawnego konsula o malwersacje finansowe podczas kampanii w Grecji.